# Scot Racing
Scot Racing è stata una squadra motociclistica che competeva nelle gare del motomondiale.
Ha preso parte a molte edizioni del motomondiale con diverse denominazioni dovute a varie sponsorizzazioni. Nel 2002 e nel 2003  partecipa alla classe 125 con il nome di Team Scot, nel 2004 si iscrive come Kopron Team Scot sempre in 125cc, nel 2005 si sposta in 250cc riprendendo la denominazione di Team Scot, nel 2006 partecipa sia alla 125cc che alla 250cc con il nome di Humangest Racing, nel 2007 ancora nelle stesse due classi, ritorna alla denominazione Kopron Team Scot, nel 2008 per iscriversi alla MotoGP decide di fondersi con il team JiR cambiando nome in JiR Team Scot MotoGP, nel 2009 ritorna ad essere un team autonomo scindendosi dal team JiR ma continuando comunque in MotoGP, nel 2010 come RSM Team Scot è iscritto solo alla Moto2.

## Storia
La nascita del team risale al 1992 e dal 1994 partecipa alle competizioni del motomondiale, sempre utilizzando modelli Honda nelle varie categorie. Dal 2002 al 2008 annovera tra le sue file Andrea Dovizioso che viene fatto debuttare nella classe 125 e, dopo aver conquistato il titolo mondiale del 2004, viene portato alla categoria superiore della classe 250 fino al 2007.
All'inizio del motomondiale 2008 si fonde con il team JiR e fa gareggiare sempre Dovizioso nella MotoGP ma, al termine della stagione, si divide nuovamente e ritorna ad essere un team indipendente. Nel 2009 schiera Yūki Takahashi nella classe MotoGP ed Hiroshi Aoyama e Raffaele De Rosa nella classe 250. Dal GP di Catalogna una seconda RC212V, nella classe MotoGP, viene affidata a Gábor Talmácsi.
Il 2 luglio 2009, con un comunicato stampa annuncia che, per problematiche economiche, dal GP degli Stati Uniti d'America l'unico pilota in MotoGP resta Gábor Talmácsi.
Nel 2010 partecipa alla Moto2 con la propria moto, la Scot Force GP210, e con la coppia di piloti formata da Alex De Angelis e Niccolò Canepa, ma si ritira nel corso della stagione per problemi finanziari. Nel 2011 la Force srl, società di proprietà di Cirano Mularoni che controllava il team, viene posta in liquidazione a causa di insolvenza con le banche, costringendo la squadra alla chiusura.

## Risultati in MotoGP
I punti e il risultato finale sono la somma dei punti ottenuti da entrambi i piloti (diversamente dalla classifica costruttori) e il risultato finale si riferisce al team e non al costruttore.
| Anno | Moto         | Gomme | Piloti           |   |   |     |    |   |   |   |   |   |   |   |   |   |   |   |   |   |   | Punti | Pos. |
| ---- | ------------ | ----- | ---------------- | - | - | --- | -- | - | - | - | - | - | - | - | - | - | - | - | - | - | - | ----- | ---- |
| 2008 | Honda RC212V | M     | Andrea Dovizioso | 4 | 8 | Rit | 11 | 6 | 8 | 4 | 5 | 5 | 5 | 4 | 9 | 8 | 5 | 9 | 7 | 3 | 4 | 174   | 7º   |

| Anno | Moto         | Gomme | Piloti         |    |     |    |    |     |     |    |     |    |    |    |    |    |    |    |    |    |  | Punti | Pos. |
| ---- | ------------ | ----- | -------------- | -- | --- | -- | -- | --- | --- | -- | --- | -- | -- | -- | -- | -- | -- | -- | -- | -- |  | ----- | ---- |
| 2009 | Honda RC212V | M     | Yuki Takahashi | 15 | Rit | 12 | 13 | Rit | Rit | 15 |     |    |    |    |    |    |    |    |    |    |  | 28    | 10º  |
| 2009 | Honda RC212V | M     | Gábor Talmácsi |    |     |    |    |     | 17  | 16 | Rit | 15 | 12 | 13 | 14 | 14 | 14 | 13 | 14 | 16 |  | 28    | 10º  |

| Legenda | 1º posto        | 2º posto            | 3º posto            | A punti      | Senza punti        | Grassetto – Pole position Corsivo – Giro più veloce |
| Legenda | Gara non valida | Non qual./Non part. | Ritirato/Non class. | Squalificato | '-' Dato non disp. | Grassetto – Pole position Corsivo – Giro più veloce |